# 国際子どもの本の日
国際子どもの本の日（こくさいこどものほんのひ、英語: International Children's Book Day）は、イエラ・レップマンの提唱により国際児童図書評議会（IBBY）が制定した、子どもの本を通した国際理解を推進するための記念日。ハンス・クリスチャン・アンデルセンの誕生日である4月2日に祝われる。

## 制定の経緯
ミュンヘン国際児童図書館の創設者で国際アンデルセン賞の第1回受賞者であるイエラ・レップマンが、1966年に子どもの本に関する一般社会の関心を喚起するために催事などを行う日を設けようと提案し、IBBYがこれを受け入れ1967年から正式に祝い始めた。日付はデンマークの児童文学者であるハンス・クリスチャン・アンデルセンの誕生日である4月2日が選ばれた。

## ポスターとメッセージ
国際子どもの本の日には毎年、IBBYの加盟国のうちの1国が世界共通のポスターとメッセージを作成している。国際子どもの本の日に関心はあるものの、何をすればよいのか分からないというIBBY加盟各国のために1969年から毎年担当国を決めて制作する。
日本は1996年に制作を担当し、ポスターは小野かおる、メッセージは渡辺茂男が作成した。2016年はブラジルが担当し、絵本作家のジラルド・アウヴェス・ピントがポスターを、児童文学作家のルシアーナ・サンドローニが書き下ろしの物語を制作した。

## 日本における国際子どもの本の日
日本では、IBBYの日本支部である日本児童図書評議会（JBBY）が世界共通ポスターとメッセージの日本語版を作成して同会のウェブサイトでの公開や各地の公共図書館への配布を行っている。（1996年より毎年実施。）2000年には国際子どもの本の日と国際子ども図書館の開館を記念して特殊切手が発行された。
また4月2日を前に「子どもの本の日フェスティバル」という祭事を開催する。2001年から毎年、東京・大崎のゲートシティ大崎のホールで開催しており、絵本作家や画家も出席して各種行事や読み聞かせなどが開かれ、来場者は無料で参加できる。2017年は3月4日と3月5日に開催し、布絵本の制作体験などのワークショップを実施し、同時に「世界の子どもの本展」を開催して200冊に及ぶ世界の児童書を展示した。